# King Creek
Koordinaten: 53° 8′ S, 73° 43′ O
Der King Creek (englisch für Königsbach) ist ein Bach auf der Insel Heard im südlichen Indischen Ozean. Er fließt in südöstlicher Richtung durch die Dovers-Moräne zum Sealers Beach.
Benannt ist der Bach nach einer benachbarten Brutkolonie des Königspinguins (englisch King penguin).